# Reserva natural de la estepa de Provallia
La reserva natural de la estepa de Provallia (en ucraniano: Провальський степ (заповідник)) es una reserva natural protegida de Ucrania que cubre dos tramos de estepa representativa en la frontera oriental de Ucrania con Rusia. A partir de 2014, la reserva ya no estaba bajo el control del gobierno de Ucrania. La reserva se encuentra en el distrito administrativo (raión) de Sverdlovsk en el óblast de Lugansk.

## Topografía
La reserva está organizada en dos secciones separadas:
- Kalinivska. cuenta con abundantes arroyos poco profundos (menos de 1 metro de profundidad) y secciones rocosas. (300 ha)
- Hrushevskaya. Centrado en el desfiladero de Hrushevska y un gran estanque (Cataar). (288 hectáreas)

La reserva se encuentra situada inmediatamente en la frontera oriental de Ucrania con Rusia. Geológicamente, se encuentra en el extremo norte del país plegado de Donetsk, caracterizado por rocas areniscas, calizas y lutitas arenosas del Período Carbonífero. El terreno es de cresta hueca, con elevaciones de 150 a 230 metros sobre el nivel del mar.

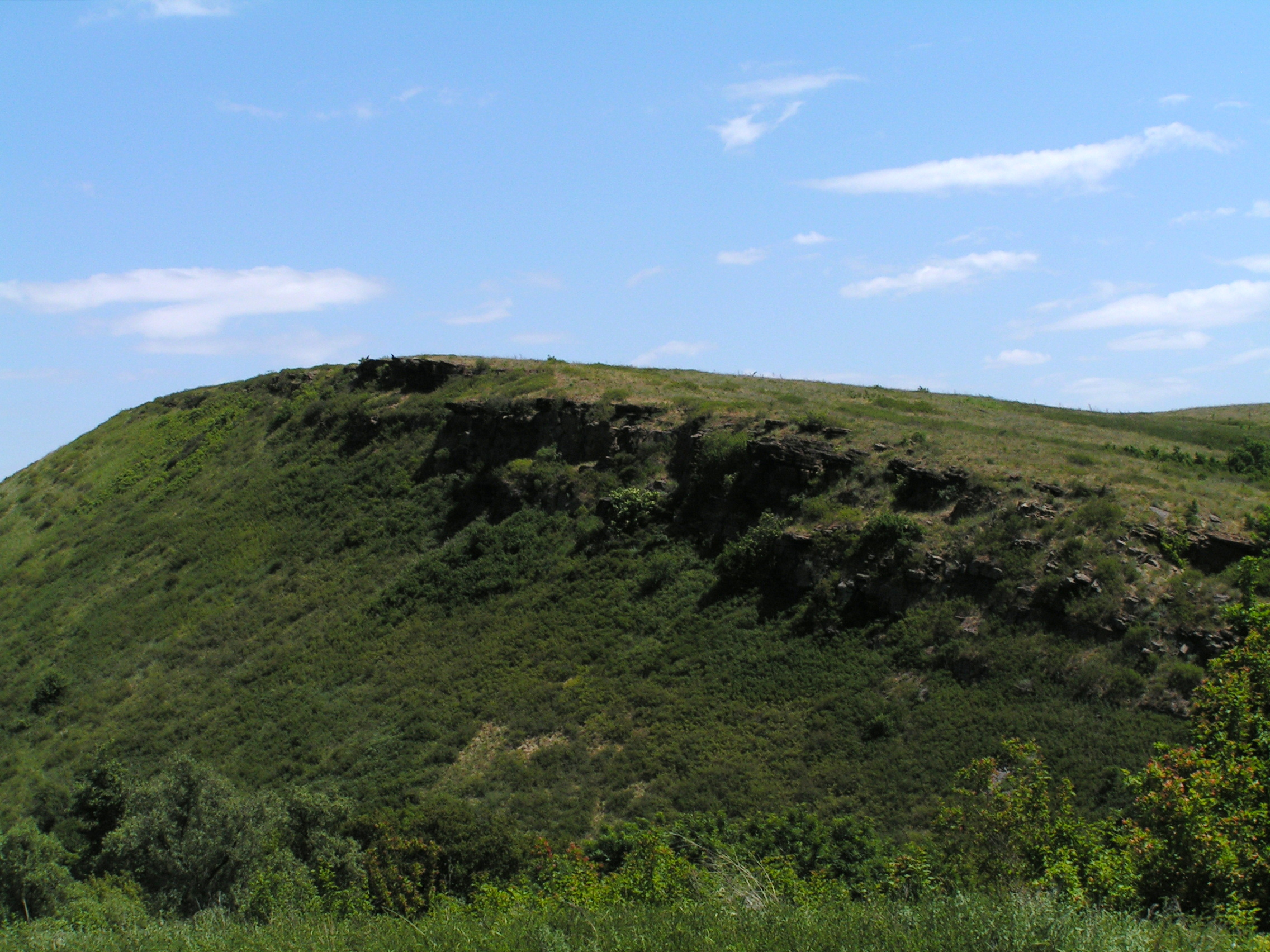
Laderas rocosas en la reserva

## Clima y ecoregión
La designación climática oficial para el área de la reserva es Clima continental húmedo, con veranos cálidos (clasificación climática de Köppen (Dfb)). Este clima se caracteriza por grandes diferencias estacionales de temperatura y un verano cálido (al menos cuatro meses con un promedio de más de 10 °C, pero ningún mes con un promedio de más de 22 °C. La temperatura promedio en enero es de -9 °C y 21 °C en julio. La precipitación anual varía entre 250 y 400 mm por año.
La reserva está localizada en la ecorregión de la estepa póntica, una ecorregión que cubre una extensión de pastizales que se extiende desde la costa norte del Mar Negro hasta el oeste de Kazajistán.

## Flora y fauna
Aproximadamente el 88 % de la reserva está formada por pastizales (estepa) y el 12 % restante es bosque (principalmente en los barrancos y a lo largo de los ríos).

## Uso público
Como reserva natural estricta, el objetivo principal de la reserva natural de la estepa de Provallia es la protección de la naturaleza y el estudio científico. No hay acceso público y, a partir de 2014, el sitio no estaba bajo el control del gobierno ucraniano.